# Délio Pinheiro
Délio Pinheiro Neto, mais conhecido como Délio Pinheiro (Porteirinha, 27 de setembro de 1977) é um político brasileiro filiado ao Partido Democrático Trabalhista (PDT).

## Biografia
Começou sua carreira política se candidatando à Deputado Federal em 2022 pelo PDT em 2022, aonde ficou como primeiro suplente da chapa.
Ganhou o mandato em 9 de abril de 2024, em uma estratégia partidária para dar visibilidade ao mesmo para disputar as eleições de Monte Claros.